# Äquator (Schiffstyp)
| Typ Äquator                          | Typ Äquator                                                |
| ------------------------------------ | ---------------------------------------------------------- |
| Die Sohland im Juli 1990 in Hamburg. |                                                            |
| Technische Daten (Überblick)         |                                                            |
| Werft:                               | Warnowwerft / Neptunwerft                                  |
| Bauzeitraum:                         | 1985 bis 1986 / 1986 bis 1987                              |
| Außerdienststellung:                 | 2009 bis 2017                                              |
| Vermessung:                          | 13.335 BRT                                                 |
| Tragfähigkeit:                       | 17.088 t                                                   |
| Länge über Alles:                    | 158,05 m                                                   |
| Länge zwischen den Loten:            | 146,00 m                                                   |
| Breite:                              | 23,05 m                                                    |
| Seitenhöhe:                          | 13,40 m                                                    |
| Tiefgang:                            | 10,12 m                                                    |
| Antrieb:                             | 1 × Dieselmotor K 5 SZ 70/125 BL auf 1 × Verstellpropeller |
| Gesamtleistung:                      | 7600 kW                                                    |
| Geschwindigkeit:                     | 16,6 Knoten                                                |
| Besatzung:                           | 36                                                         |

Der Containerschiffstyp Äquator war eine Bauserie, die gemeinschaftlich vom VEB Warnowwerft und vom VEB Neptun Werft entwickelt wurde.

## Geschichte
Von insgesamt sechs Schiffen wurden vier in den Jahren 1985 bis 1986 in der Warnemünder (Äquator-WW) und zwei 1986 bis 1987 in der Rostocker Werft (Äquator-NW) hergestellt. Die Ruhland wurde im August 1985 als erstes Schiff der Äquator-WW fertiggestellt. Alle Schiffe wurden zunächst beim VEB Deutfracht/Seereederei Rostock in Dienst gestellt und ab 1991 verchartert oder verkauft. Der Verkauf der Havelland erfolgte 1999. Die Rübeland, zuletzt als Gema B. unter spanischer Flagge, wurde 2009 zum Abbruch nach Indien verkauft. Der Typ Äquator war die Basis für den Entwurf des weiterentwickelten Typs MPC Neptun 900.
Das letzte noch in Fahrt befindliche und zugleich letzte Schiff der Serie, die ehemalige Havelland, wurde 2017 verschrottet.

## Technik
Der Mehrzweck-Containerschiffstyp wurde für den universellen Einsatz zum Transport von ISO-Containern, Schütt-, Stück- und Schwergut konzipiert. Durch eine Normalluke und drei Doppelluken waren die vier Laderäume mit einem Gesamtvolumen von 25.320 m³ bzw. 23.671 m³ zu bedienen. Die Variante Äquator-WW hatte Containerstellplätze für 696 TEU, die Äquator-NW für 812 TEU. Davon lagen 348 TEU unter Deck. Als Umschlagausrüstung standen für vier mögliche Modifikationsvarianten verschiedene Bordkräne und Ladebäume von 10 t bis 125 t Tragfähigkeit zur Verfügung.
Der Hauptantrieb war ein in MAN-Lizenz vom VEB Dieselmotorenwerk Rostock gebauter Schiffsdieselmotor vom Typ K 5 SZ 70/125 BL mit 7600 kW Leistung. Damit erreichten die Schiffe eine maximale Geschwindigkeit von 16,6 Knoten. Bei Leistungsabnahme mittels 1250-kVA-Wellengenerator wurden 16,1 Knoten erreicht. Zum Manövrieren stand ein 800-kW-Bugstrahlruder zur Verfügung.

## Die Schiffe
| Äquator   | Äquator               | Äquator     | Äquator                           | Äquator    | Äquator |
| Bauname   | Bauwerft/ Baunummer   | IMO- Nummer | Kiellegung Stapellauf Ablieferung | Rufzeichen | Umbenennungen und Verbleib |
| --------- | --------------------- | ----------- | --------------------------------- | ---------- | --- |
| Ruhland   | Warnowwerft/ 265      | 8519186     | - 1985                            | PBMB       | 1991 → Impala, 1994 → Tiger Cape, 1996 → Sinar Nusa, 1999 → Kuang Ming Taichun, 2002 → Mina, 2003 → MSC Selma, 2007 → HMS Laurence, 2013 Abbruch in Alang                   |
| Rübeland  | Warnowwerft/ 266      | 8522315     | - 1985                            | V4IM       | 1991 → Merkur Bay, 1998 → Gema B., 2009 → Gema, 2009 Abbruch in Indien |
| Fahrland  | Warnowwerft/ 205      | 8520393     | - 1986                            | H3WI       | 1991 → Widar, 2004 → Tai Chuang, 2008 → Xiang Tai, ab 2013 in Xinhui verschrottet                                                                                           |
| Sohland   | Warnowwerft/ 267      | 8600519     | - 1986                            | BJZD       | 1991 → Arnold Schulte, 1992 → Arabia, 1993 → Arnold Schulte, 1996 → Ming Talent, 1998 → Arnold Schulze, 1998 → Xiang An, 2010 verschrottet                                  |
| Vogtland  | Neptunwerft/ 203/1463 | 8520379     | - 1986                            | 3FZC5      | 1991 → Contship Egypt, 1993 → Damaskus, 1994 → Vogtland, 1999 → Celia, 2002 → Seagreen, 2004 → Sea Space, 2008 → Bao Riu, 2009 → Ura, Hajura, ab 2013 in China verschrottet |
| Havelland | Neptunwerft 204/1464  | 8520381     | - 1987                            | BVTJ7      | 1999 → Vilma VIII, 2002 → Sungreen, 2005 → Green Space, 2007 → Kouros V, 2007 → Song Hae, 2013 → Harvest, 2017 → Jin Fu Yuang, 2017 verschrottet                            |